# State Bank of Mauritius
State Bank of Mauritius (SBM) es un banco de Mauricio que el Banco de Mauricio, el regulador de la banca nacional, ha licenciado como banco comercial.
SBM es el segundo mayor banco en Mauricio con una cuota de mercado en torno al 25% de los activos bancarios domésticos. A junio de 2011, sus activos totales eran aproximadamente de US$ 3340 millones  (MUR 95.700 millones), con un capital social de en torno a US$ 557,1 millones (MUR 16.000 millones).
SBM, junto con sus negocios subsidiarios en Kenia, Mauricio, Madagascar e India, es conocido como SBM Group. El grupo está listado en la bolsa de valores de Mauricio y es propiedad de cerca de 17.000 accionistas domésticos e internacionales. SBM tiene unos 1900 empleados y sirve a unos 527.000 clientes a través de su red de 48 oficinas y ventanillas en Mauricio, India, Madagascar y Kenia.

## Historia
El gobierno de Mauricio fundó el State Bank of Mauritius en 1973 bajo el nombre State Commercial Bank. En 1994, SBM abrió su primera oficina en el extranjero en Bombay, India. En 1995, el banco fue listado en la bolsa de valores de Mauricio. Después en 1997 el banco sudafricano Nedcor adquirió el 20,1% de las acciones con derecho a voto de SBM. El mismo año SBM abrió su segunda oficina en la India en Chennai, y al año siguiente en Hyderabad, India.
En noviembre de 2016, SBM Group anunció que había alcanzado un acuerdo para adquirir una participación mayoritaria en el banco con base en Kenia Fidelity Commercial Bank Limited. Este proceso fue concluido en mayo de 2017 y el nombre del banco fue sustituido por SBM Bank (Kenya) Limited.